# Цекунова, Рита Семёновна
Рита Семёновна Цекунова (19 декабря 1931 года, Гомель, Белорусская ССР) — аппаратчица Гомельского кондитерского комбината «Спартак» Министерства пищевой промышленности Белорусской ССР. Герой Социалистического Труда (1971). Депутат Верховного Совета Белорусской ССР 9-го созыва.

## Биография
Родилась в 1931 году в рабочей семье в Гомеле. Получила неполное среднее образование. С 1947 года — подсобная рабочая на Гомельском кондитерском комбинате «Спартак», с 1949 года — аппаратчица в цехе варки кондитерской массы. Показывала высокие трудовые результаты, за что получила звание «Ударник труда» (1952). Неоднократно занимала передовые места в социалистическом соревновании. Трудилась на ирисоварочной машине. Позднее была назначена бригадиром аппаратчиков-варщиков ирисной массы. В 1961 году вступила в КПСС. По итогам выдающейся трудовой деятельности в годы Семилетки (1959—1965) была награждена Орденом Трудового Красного Знамени.
Благодаря её организаторской деятельности руководимая ею бригада неоднократно занимала передовые места в социалистическом соревновании среди трудовых коллективов кондитерского комбината. В 1967 году коллектив получил звание «Бригада коммунистического труда».
Бригада Риты Цекуновой досрочно выполнила плановые производственные задания Восьмой пятилетки (1965—1970). Указом Президиума Верховного Совета СССР от 26 апреля 1971 года «за выдающиеся успехи, достигнутые в выполнении заданий пятилетнего плана по развитию пищевой промышленности» удостоена звания Героя Социалистического Труда с вручением ордена Ленина и золотой медали Серп и Молот.
Избиралась депутатом Верховного Совета Белорусской ССР 9-го созыва (1975—1980).
В последующие годы — старший инженер-химик центральной лаборатории комбината «Спартак».
В 1995 году вышла на пенсию. Проживает в Гомеле.

## Награды
- Герой Социалистического Труда
- Орден Ленина
- Орден Трудового Красного Знамени (21.07.1966)